# 曼努埃尔·金塔纳
曼努埃尔·佩德罗·金塔纳·萨恩斯（西班牙語：Manuel Pedro Quintana Sáenz；1835年10月19日—1906年3月12日），阿根廷总统，1906年他死于任上。
| 前任： 胡利奥·阿根蒂诺·罗卡 | 阿根廷总统 1904年－1906年 | 繼任： 何塞·菲格罗亚·阿尔科塔 |